# Saputo (azienda)
Saputo Incorporated è un'azienda canadese dedicata alla produzione casearia con sede a Montréal, fondata nel 1954 dalla famiglia Saputo, che produce, commercializza e distribuisce un'ampia gamma di prodotti lattiero-caseari, tra cui formaggi, latte fluido, latte a lunga conservazione, prodotti a base di crema, prodotti coltivati e ingredienti caseari. È uno dei dieci maggiori produttori di latticini al mondo. Dopo essere cresciuta nella sua regione di origine, il Québec, la società si è espansa prevalentemente attraverso fusioni con altre imprese e acquisizioni di altri titoli e società.
Saputo opera in Canada, Stati Uniti, Argentina e Australia, e i prodotti dell'azienda sono venduti in oltre 40 paesi in tutto il mondo. La società ha operato anche nel Regno Unito e in Germania dal 2006 al 2013. L'azienda è la più grande produttrice di latte in Canada, una delle tre principali produttrici e trasportatrici di latte in Argentina, e tra le prime quattro in Australia. Negli Stati Uniti, Saputo è tra i primi tre produttori di formaggio ed è uno dei maggiori produttori di prodotti a lunga conservazione e latticini coltivati. Circa la metà delle sue entrate proviene dalle sue operazioni negli Stati Uniti. Saputo in passato era in possesso dei diritti canadesi per i prodotti Hostess Brands, incluso Twinkie.

## Storia

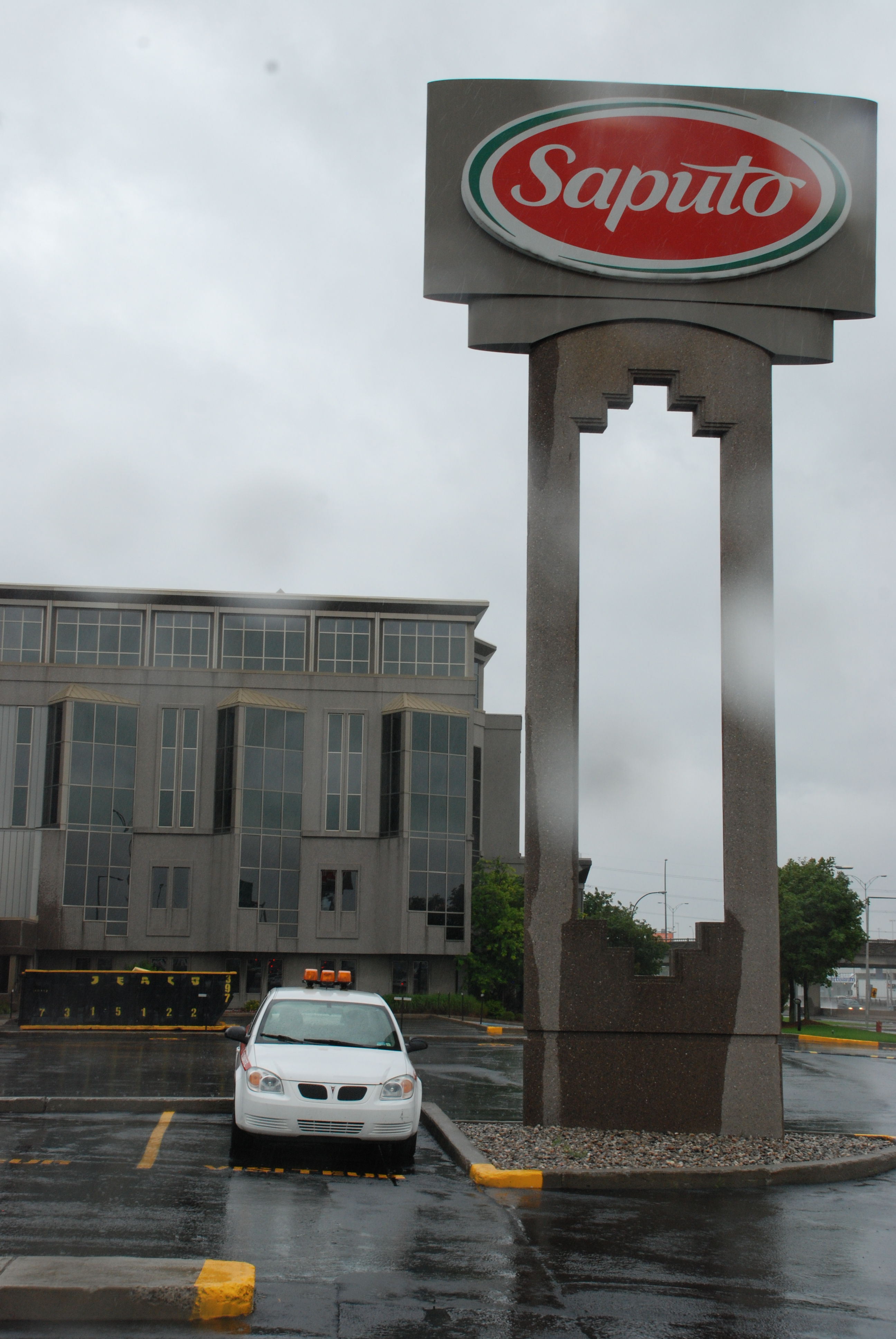
La sede Saputo a Montréal

Il maestro casaro Giuseppe Saputo ed il figlio Lino negli anni '50 emigrarono da Montelepre, un paese della provincia di Palermo, e si accasarono a Montréal, assieme alla loro famiglia. Nel settembre del 1954, Lino convinse il padre a intraprendere un'attività in proprio: con 500 C$, usati per comprare un equipaggiamento di base e una bicicletta per le consegne, la famiglia fondò un'industria casearia portante il proprio nome. Nel 1957, il primo importante centro di produzione di Saputo fu costruito nel quartiere Saint-Michel di Montreal. Saputo ha attuato una notevole crescita negli anni '60 e '70 con l'aumento della domanda per i suoi prodotti. È diventato il più grande produttore canadese di mozzarella negli anni '80.
Nel 1988, Saputo si espanse anche negli Stati Uniti, acquisendo due caseifici. Negli anni '80 la società ha fatto diverse acquisizioni che gli hanno permesso di diversificare la sua offerta di prodotti e la portata geografica. Nel 1997, Saputo è diventata una società quotata in borsa e triplicò in grandezza in seguito all'acquisizione di Stella Foods negli Stati Uniti.
Nel 2001, Saputo ha acquisito Dairyworld Foods, il ramo di produzione e commercializzazione di Agrifoods International Cooperative Ltd, che comprendeva i marchi di latte Dairyland e Armstrong, per 407 milioni di dollari. Agrifoods International era essa stessa il risultato di una serie di fusioni tra cooperative casearie del Canada occidentale negli anni '90. Il formaggio Armstrong era un tempo un produttore di formaggi indipendente di Armstrong, nella Columbia Britannica, acquisito da Dairyworld nel 1997. Dopo che Saputo ha ottenuto il marchio, ha chiuso lo stabilimento di Armstrong. Nel 2003, Saputo ha continuato ad acquisire aziende negli Stati Uniti e ampliato in Argentina con l'acquisizione di Molfino Hermanos S.A. Nello stesso anno, mentre rimaneva presidente del consiglio di amministrazione, Lino Saputo diede le dimissioni e fu succeduto in questo ruolo da suo figlio, Lino Saputo Jr.  
Nel 2008, Saputo acquisì Neilson Dairy di George Weston Limited per 465 milioni di C$. Saputo ha annunciato nel 2012 che avrebbe acquistato Morningstar Food per 1,45 miliardi di dollari statunitensi. La società statunitense realizza due terzi delle sue vendite da prodotti venduti a ristoranti, tra cui caffè, panna montata, gelato, ricotta e panna acida. Nel gennaio 2014 ha annunciato che avrebbe acquistato il business del latte fluido di Scotsburn Co-operative Services Limited della Nuova Scozia per 61 milioni di $. Nel febbraio 2014, Saputo ha acquisito l'87,92% di Victoria Australia, società produttrice di prodotti caseari Warrnambool Cheese e Butter Factory Company Holdings Limited; Saputo ha poi acquisito tutte le azioni rimanenti nel marzo 2017.
Il 3 febbraio 2015, Canada Bread Company Limited ha completato un processo di acquisizione di Saputo Bakery per 120 milioni di C$, una divisione di Saputo Inc. Canada Bread Company Limited è una filiale del gruppo messicano Bimbo.
Nel settembre 2017, Saputo ha annunciato l'acquisizione completa delle attività di produzione di latticini a lunga conservazione di Southeast Milk Inc. negli Stati Uniti. Nel mese di novembre acquisito Betin Inc., un'azienda produttrice di formaggi di specialità Belmont, con una struttura che impiega 319 lavoratori.
Il 22 febbraio 2019 è stato annunciato che Saputo avrebbe acquistato l'azienda britannica di prodotti lattiero-caseari Dairy Crest. La valutazione della società era di 1,7 miliardi di $; la transazione è stata completata il 15 aprile.

## Marchi
Nei marchi di Saputo sono inclusi: Saputo, Alexis de Portneuf, Armstrong, Coon, Cracker Barrel (trademark used under licence), Dairyland, DairyStar, Friendship Dairies, Frigo Cheese Heads, Jimmy Johns, Little Caesars, La Paulina, Milk2Go, Neilson, Nutrilait, Scotsburn (trademark used under license), Stella, Sungold,  Treasure Cave and Woolwich Dairy.

## Acquisto del Bologna F.C. 1909
Attraverso BFC 1909 USA Spv LLC, proprietaria della BFC 1909 Lux Spv S.A., Saputo Inc., di cui Joey Saputo è principale azionista con il 99,93% della proprietà, nel 2014 prende il controllo della squadra di calcio del Bologna.
La società era già proprietaria del Montréal Impact, dove il giocatore Marco Di Vaio terminò la carriera atletica: pare che infatti a convincere il tycoon canadese ad investire nel calcio italiano fosse stato proprio l’ex calciatore del Bologna F.C.